# Palazzo della Camera di commercio (Benevento)
Il palazzo della camera di commercio è un edificio di Benevento sede della camera di commercio, industria, artigianato e agricoltura della provincia. L'accesso principale dell'edificio è di fronte alla rocca dei Rettori, in piazza IV novembre (chiamata anche piazza Castello) mentre la costruzione continua fino all'inizio del corso Garibaldi (estremità orientale), dove raffronta il palazzo del governo.

## Storia
La costruzione della nuova sede del consiglio provinciale dell'economia di Benevento, fino ad allora sul corso Garibaldi, fu decisa nel 1930, con un impegno di spesa di 1 530 000 lire. La progettazione dell'opera venne affidata all'ingegnere Giovanni Boccaccino, che ne curò la realizzazione strutturale e impiantistica, con la collaborazione dell'architetto aquilano Mario Gioia ad occuparsi della parte artistica.
L'opera, iniziata nel marzo del 1932, fu portata a termine nel 1935. Subì molti danni dagli eventi bellici del 1943; alla fine del XX secolo è stata ristrutturata e abbellita.
Dal 2020 ospita gli uffici regionali campani dell'Eurispes.

## Descrizione
Il palazzo ha una pianta a L, il cui braccio più lungo è però piegato per assecondare l'andamento di corso Garibaldi. Si eleva su 3 piani, ciascuno con 22 ambienti.
Gioia curò il palazzo nei minimi dettagli, facendone un'opera d'arte. La facciata in marmi bianchi e mattoni, ispirata all'architettura romanica, presenta bifore e trifore ai piani sopraelevati; un cornicione di ceramiche decorate con i simboli dei mestieri, opera dell'artigiano Lorenzo Zoppoli, si estende sotto le finestre dell'ultimo piano. Per il pavimento e i rivestimenti di pareti, colonne e balaustre vennero usati i marmi rossi di Vitulano.
L'arredamento delle sale più importanti fu realizzato da Luigi Tresca, anch'egli artigiano locale; vi sono inoltre due quadri di noti artisti locali del XIX secolo: Campagna beneventana del pittore Attilio Zanchelli e Pane e terra di Nicola Ciletti.
Nel 2005 la facciata del palazzo è stata sottoposta ad un intervento di progettazione illuminotecninca (lighting design), con il quale si vanno ad evidenziare gli elementi che emergono dal prospetto principale (veletta a beccatelli, balcone e monofore, bifore e trifore con le relative colonnine tortili) tramite luci dai toni morbidi per un consono inserimento nell'ambiente notturno, con la possibilità di variazione per produrre varie "scene"..

### Conservazione documentale
L'archivio della camera di commercio è stato quasi completamente distrutto durante la seconda guerra mondiale e i rimanenti documenti, secondo la "Guida agli archivi storici delle Camere di commercio" pubblicata nel 1996 dal Ministero per i beni culturali e ambientali, sono nel palazzo in stato di conservazione non ottimale. La stessa pubblicazione riferisce che nel medesimo anno la biblioteca camerale aveva una consistenza di 6 000 volumi.